# Robert Gevers
Robertus Henricus Isabella „Robert” Gevers (ur. 6 października 1882 w Antwerpii, zm. 13 czerwca 1936 tamże) – belgijski hokeista na trawie na igrzyskach w Antwerpii 1920. Wraz z drużyną zdobył brązowy medal.